# Wolfgang Stangl
Wolfgang Stangl (25. Juli 1949 – 12. März 2020) war ein österreichischer Jurist und Kriminologe. 

## Leben
Von 1973 bis zu seiner Pensionierung war Wolfgang Stangl am Institut für Rechts- und Kriminalsoziologie in Wien tätig, als dessen Leiter er nach vorheriger Tätigkeit als Mitarbeiter über mehrere Jahre hinweg fungierte. 1985 habilitierte er sich an der Universität Graz zum Thema Die neue Gerechtigkeit. Strafrechtsreform in Österreich 1954 - 1975.
Wolfgang Stangl gilt als Vertreter des kriminologischen Abolitionismus, in dessen Tradition laut Arno Pilgram u. a. seine Monographie Wege in eine gefängnislose Gesellschaft zu verorten ist. Weitere Arbeitsschwerpunkte Wolfgang Stangls waren die Strafrechtsgeschichte und die Erforschung der polizeilichen Praxis.

## Veröffentlichungen (Auswahl)
- mit Stephan Mikinovic: Strafprozess und Herrschaft. Eine empirische Untersuchung zur Korrektur richterlicher Entscheidung. Luchterhand, Neuwied Darmstadt 1978.
- Die neue Gerechtigkeit. Die Strafrechtsreform in Österreich 1954–1975. Verlag für Gesellschaftskritik, Wien 1985.
- Wege in eine gefängnislose Gesellschaft. Über Verstaatlichung und Entstaatlichung der Strafjustiz. Verlag der Österreichischen Staatsdruckerei, Wien 1988.
- mit Gabriele Bindel-Kögel und Kari Maria Karliczek: Bewältigung von Gewalterlebnissen durch außergerichtliche Schlichtung. Täter-Opfer-Ausgleich und Tatausgleich als opferstützende Instrumente. Beltz Juventa, Weinheim 2016.